# Rauðhólar (naturreservat)
Rauðhólar är ett naturreservat i Reykjaviks utkanter i sydost, omkring åtta kilometer från stadens centrum, angränsande till stadsdistriktet Árbær. Det är återstoden av ett kluster av pseudokratrar inom huvudstadens område. Det dateras cirka 4 600 år bakåt i tiden, och ligger i det så kallade Elliðaárlavafältet, nordost om Elliðavatn. Området har fått sitt namn efter pseudokratrarnas rödaktiga färg.
Materialet i pseudokratrarna färgades av det järn som lavan innehöll, när den flöt in över våtmark och vattendrag. De ångexplosioner som då uppstod skapade kratrarna. Det var cirka 80 sådana kratrar innan man började utnyttja kratrarna för olika ändamål. Under andra världskriget använde de brittiska ockupationsstyrkorna material från pseudokratrarna för byggandet av landningsbanorna på Reykjaviks flygplats. År 1972 proklamerades området som naturreservat.